# Aristokratvittigheden
Aristokratvittigheden (engelsk: The Aristocrats) er en sjofel vittighed, der var populær især blandt amerikanske stand-up-komikere i varieteerne.
Steven Wright betegner dem som et hemmeligt håndtryk mellem komikere i en leg, hvor det gælder om at overgå hinanden i chokvirkning og vulgaritet. Den bliver sjældent fortalt på samme måde, men bliver improviseret. I komikerkredse opfattes vittigheden som et ridderslag, da den betragtes som umådeligt svær at fortælle. Samfundsudviklingen har fjernet megen af chokværdien fra den oprindelige form, og i dag er den blevet en postmoderne anti-vittighed.

## Eksempel
Den findes i uendelige versioner, men har samme hovedtræk med en række faste elementer:

En mand gå hen til en talentspejder og siger: Vi har et familiespil, og vi vil gerne have dig til at repræsentere os". Talentspejderen siger, "Beklager, vi laver ikke familiespil længere. Lidt for sukkersødt". Manden siger, "men den her er hel speciel. Forskellig for de familiespil du har set". 
Talentspejderen siger ”Okay, hvad handler den om”? Han svarer: "Min kone og jeg kommer på scenen og hun begynder at synge The Star-Spangled Banner mens jeg tager hende hårdt bagfra. Efter et par minutter kommer mine børn og begynder at gøre det samme. Men min datter synger To Anacreon in Heaven mens min søn udøver analsex på hende." Talentspejderen ser lidt utilpas ud, men manden forsætter, "Lige når datter rammer den højeste tone i sangen skifter min søn og jeg partnere. Min søn vender min kone rundt og smører lort under hendes næse i form af en moustache, hvorefter hun udøver oralsex på ham. Når sangen er slut og vi begge er ved at slutte det hele stopper vi alle sammen og lægger os ned på scenen."  Manden smiler, mens han fortæller videre, "Det her er den bedste del af stykket. Vores hund kommer ud på scenen. Han er trænet til at slikke os alle per tur til orgasme. Så bukker vi for publikum." Efter chokket spørger talentspejderen, "Det lyder som fand’me noget af et stykke...hvad hedder det?"

"Aristokraterne!"

(oversat fra engelsk)

## Baggrund
Vittighedens har sin oprindelse i et samfund, hvor aristokratiet havde større betydning end i det moderne. En parallel til vittighedens beskrivelse af aristokraterne kan genfindes i Charles Dickens' roman Nicholas Nickleby (1839), her er der en beskrevet en samtale i slutningen af kapitel 15, aristokrati sammenstilles med modbydelig opførsel: 

'He has a very nice face and style, really,' said Mrs Kenwigs.

'He certainly has,' added Miss Petowker. 'There's something in his appearance quite—dear, dear, what's that word again?'

'What word?' inquired Mr. Lillyvick.

'Why—dear me, how stupid I am,' replied Miss Petowker, hesitating. 'What do you call it when Lords break off door-knockers and beat policemen, and play at coaches with other people's money, and all that sort of thing?'

'Aristocratic?' suggested the collector.

## Film
I 2005 havde filmen The Aristocrats premiere på Sundance Film Festival. Den var produceret af Penn Jillette og Paul Provenza og instrueret af Provenza. Filmen er baseret på adskillige timers videooptagelser over flere år, med komikere, der fortæller om og genfortæller deres egne version af Aristokratvittigheden.

## Eksterne link
- The Aristocrats Joke Database  (engelsk)